# Sawannoryżak
Sawannoryżak (Cerradomys) – rodzaj ssaków z podrodziny bawełniaków (Sigmodontinae) w obrębie rodziny chomikowatych (Cricetidae).

## Rozmieszczenie geograficzne
Rodzaj obejmuje gatunki występujące w Ameryce Południowej.

## Morfologia
Długość ciała (bez ogona) 111–185 mm, długość ogona 130–227 mm, długość tylnej stopy 24–43 mm; brak szczegółowych danych dotyczących masy ciała.

## Systematyka
Rodzaj zdefiniował w 2006 roku brazylijsko-amerykański zespół teriologów (Brazylijczycy Marcelo Weksler, Alexandre Reis Percequillo oraz Amerykanin Robert S. Voss) w artykule poświęconym opisowi dziesięciu nowych rodzajów ryżniakopodobnych gryzoni opublikowanym w czasopiśmie American Museum novitates. Gatunkiem typowym jest (oryginalne oznaczenie) sawannoryżak żółtawy (C. subflavus). 

### Etymologia
Cerradomys: Cerrado, Brazylia; gr. μυς mus, μυoς muos ‘mysz’.

### Podział systematyczny
Takson wyodrębniony na podstawie badań filogenetycznych z Oryzomys. Do rodzaju należą następujące gatunki:
| Grafika | Gatunek                  | Autor i rok opisu                           | Nazwa zwyczajowa              | Podgatunki         | Rozmieszczenie geograficzne | Podstawowe wymiary                                | Status IUCN |
| ------- | ------------------------ | ------------------------------------------- | ----------------------------- | ------------------ | --- | ------------------------------------------------- | ----------- |
|         | Cerradomys langguthi     | Percequillo, Hingst-Zaher & Bonvicino, 2008 | sawannoryżak pomarańczowoboki | gatunek monotypowy | endemit Brazylii (od Maranhão do Pernambuco, na północ od rzeki São Francisco)                                                     | DC: 11,9–15,3 cm DO: 14,4–16,5 cm MC: brak danych | NE          |
|         | Cerradomys vivoi         | Percequillo, Hingst-Zaher & Bonvicino, 2008 | sawannoryżak jasnolicy        | gatunek monotypowy | endemit Brazylii (Bahia, Sergipe i Minas Gerais)                                                                                   | DC: 12,7–16 cm DO: 15,3–20 cm MC: brak danych     | NE          |
|         | Cerradomys maracajuensis | (Langguth & Bonvicino, 2002)                | sawannoryżak samotny          | gatunek monotypowy | skrajnie południowo-wschodnie Peru (Puno), Boliwia, Paragwaj i południowo-środkowa Brazylia                                        | DC: 14–18,5 cm DO: 17,1–23 cm MC: brak danych     | LC          |
|         | Cerradomys scotti        | (Langguth & Bonvicino, 2002)                | sawannoryżak wyżynny          | gatunek monotypowy | wschodnia Boliwia (Santa Cruz), środkowa i wschodnia Brazylia oraz Oriental Chaco w Paragwaju; zakres wysokości: 250–1180 m n.p.m. | DC: 12,5–18,1 cm DO: 14,1–19,8 cm MC: brak danych | LC          |
|         | Cerradomys akroai        | Bonvicino, Casado & Weksler, 2014           |                               | gatunek monotypowy | endemit Brazylii (znany tylko z Novo Jardim (Tocantins)                                                                            | DC: 11,1–14 cm DO: 14,9–16,2 cm MC: brak danych   | NE          |
|         | Cerradomys marinhus      | (Bonvicino, 2003)                           | sawannoryżak długonogi        | gatunek monotypowy | endemit Brazylii (Tocantins, Bahia, Goiás i Minas Gerais)                                                                          | DC: 15,3–17,9 cm DO: 19,8–21 cm MC: brak danych   | LC          |
|         | Cerradomys subflavus     | (J.A. Wagner, 1842)                         | sawannoryżak żółtawy          | gatunek monotypowy | endemit Brazylii (Bahia, Goías, Minas Gerais i São Paulo)                                                                          | DC: 13,5–17,9 cm DO: 15–21 cm MC: brak danych     | LC          |
|         | Cerradomys goytaca       | Tavares, Pessôa & P.R. Gonçalves, 2011      | sawannoryżak piaskowy         | gatunek monotypowy | endemit Brazylii (wybrzeże Espírito Santo i Rio de Janeiro)                                                                        | DC: 11,6–16,6 cm DO: 13–18,1 cm MC: brak danych   | NE          |

Kategorie IUCN:  LC  – gatunek najmniejszej troski;  NE  – gatunki niepoddane jeszcze ocenie.